# L'Équation Dieu
Pour les articles homonymes, voir Équation et Dieu (homonymie).
L'équation Dieu est un essai de vulgarisation scientifique, mathématiques, philosophique, et théologique des frères Igor et Grichka Bogdanoff, édité en 2019 aux Éditions Grasset, sur la question métaphysique de « l'équation Dieu » (une des équations mathématiques mystérieuses présumées des origines de la « création de l'univers »),,,,.

## Résumé

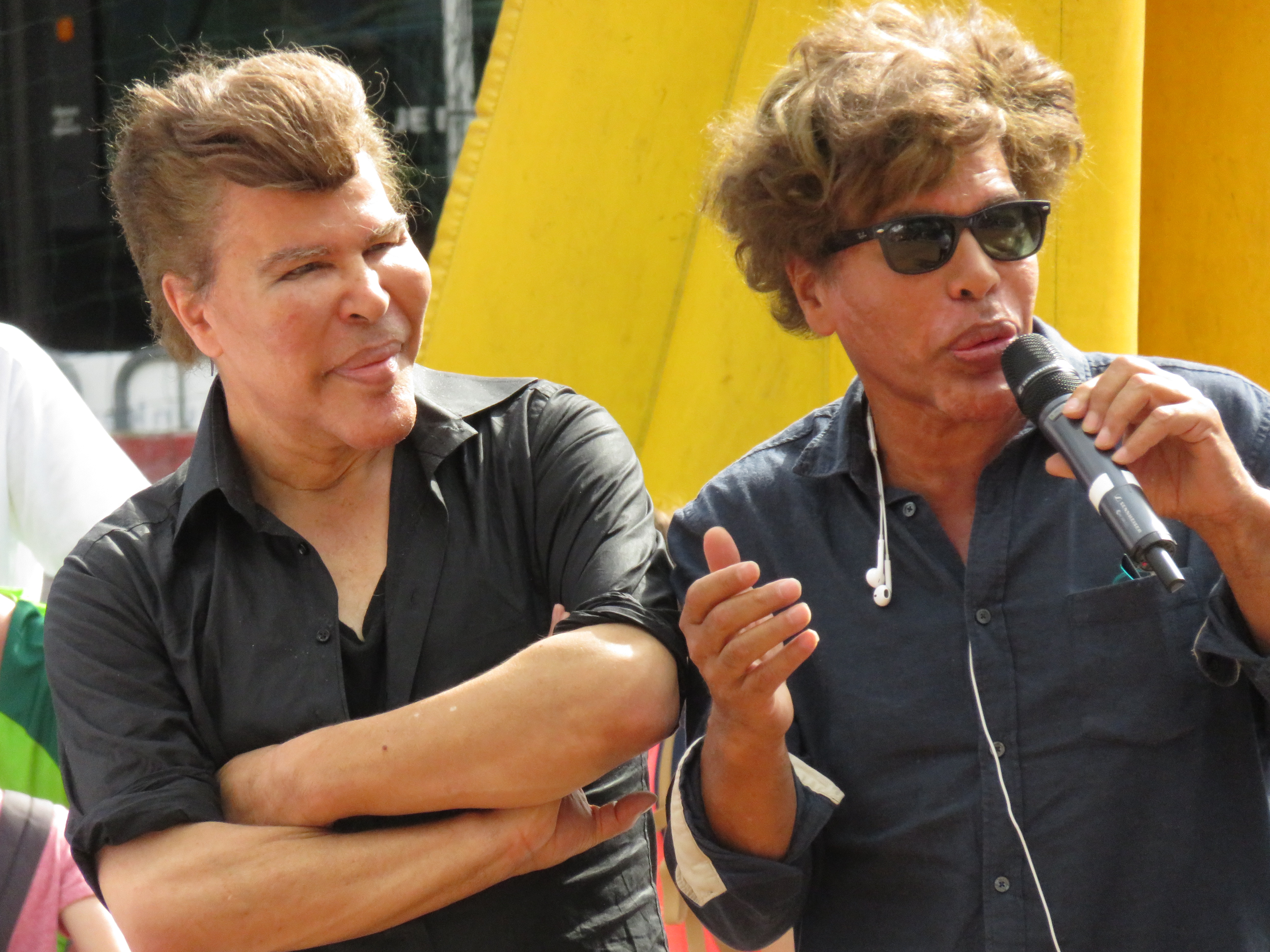
Igor et Grichka Bogdanoff, en 2016.

À la suite de la publication d'une série de précédents ouvrages des années 2000 sur leur thème de prédilection de leurs études scientifiques du sens énigmatique et métaphysique de la vie et de la création de l'Univers (cosmologie primordiale) dont La Pensée de Dieu de 2012, les frères Bogdanoff (1949-2021) poursuivent leurs recherches, avec cet ouvrage L'équation Dieu, selon lequel des lois et équations mathématiques fondamentales démontrent et témoignent d’une forme d'intelligence infinie primordiale et mystérieuse préexistante au Big Bang de la création de l'Univers, et que « l'Univers est écrit en langage mathématique universel » mystérieusement infiniment précis et immuable,,, avec par exemple en particulier : 
- Les mystères des nombres, tel que π (pi), et des nombres premiers.

- L’identité d'Euler de 1748, un chef-d'œuvre d’art calligraphique et de beauté mathématique, qui combine cinq grandes constantes des mathématiques 0, 1, π (pi), e (constante d'Euler) = 2,71828..., et i = nombre complexe tel que i² = −1[9].

- Le mathématicien allemand Bernhard Riemann (un des plus importants mathématiciens de l’histoire, père de la géométrie riemannienne) découvre en 1859 l'hypothèse de Riemann et sa fonction zêta de Riemann (liée à la fonction zêta d'Euler précédente) une formule mystérieuse qui selon ses propres mots « indique le chemin qui mène vers Dieu », liée à une répartition mathématique mystérieuse et complexe des nombres premiers jusqu'à l'infini, qui indiquerait selon les auteurs que ce réglage infiniment précis de l'Univers n'est pas engendré par le hasard (avec {\displaystyle \zeta } pour zêta, p = n'importe quel nombre premier, et s pour la puissance avec n'importe quel nombre complexe.

L’Institut de mathématiques Clay de Boston aux États-Unis a organisé en l'an 2000 une liste des sept problèmes du prix du millénaire, avec une récompense d’un million de dollars à celui qui trouvera la solution mystérieuse et énigmatique de « l'hypothèse de Riemann » précédente qui est également un des sept problèmes de Hilbert non résolus.

## Publications des mêmes auteurs
Publications des frères Bogdanoff sur le même thème : 
- 1991 : Dieu et la science : vers le métaréalisme entretiens avec Jean Guitton.
- 2004 : Avant le Big Bang : la création du monde.
- 2006 : Voyage vers l'Instant Zéro.
- 2009 : Au commencement du temps.
- 2010 : Le visage de Dieu.
- 2012 : La Pensée de Dieu.
- 2013 : Le mystère du satellite Planck: Qu'y avait-il avant le Big Bang ?.
- 2013 : La fin du hasard.
- 2014 : 3 minutes pour comprendre la grande théorie du Big Bang.
- 2015 : Le code secret de l'Univers.